# Eupteryx notata
Eupteryx notata är en insektsart som beskrevs av Curtis 1837. Eupteryx notata ingår i släktet Eupteryx och familjen dvärgstritar. Arten är reproducerande i Sverige. Inga underarter finns listade i Catalogue of Life.